# Novogárdia (oblast)
O Oblast de Novgorod, ou Novogárdia em português (em russo: Новгоро́дская о́бласть; romaniz.: Novgoródskaia óblast), é uma subdivisão (oblast) da Federação da Rússia. Foi estabelecido em 1944. Se encontra no Distrito Federal Noroeste, entre Moscou e São Petersburgo. Seu centro administrativo é a cidade de Novogárdia Magna (Veliki Novgorod).
Algumas das mais antigas cidades russas, incluindo Velike Novgorod e Staraia Russa, situam-se no oblast. Os monumentos históricos de Novgorod e arredores são património mundial da UNESCO.
De acordo com o censo populacional de 2010, a população do oblast era de 634 111 habitantes.

## Geografia
A área do oblast é de 55 300 km². O oblast de Novgorod limita ao noroeste com o oblast de Leningrado, ao leste com o oblast de Vologda, ao sudeste com o oblast de Tver, e ao sudoeste com o oblast de Pskov.
A parte oeste está formada por terras baixas que rodeiam o lago Ilmen, enquanto que o leste apresenta territórios montanhosos. O ponto mais alto é o Monte Ryjokha (296 m).